# Stadionul Gheorghe Hagi
Stadionul Gheorghe Hagi (cunoscut anterior ca Stadionul Farul) a fost un stadion multifuncțional din Constanța, România. A fost utilizat în principal pentru meciuri de fotbal și a servit drept terenul propriu al echipei Farul Constanța. Stadionul fost închis în 2022 și demolat în 2023, pentru a se construi unul nou pe același amplasament.

## Prezentare
Baza sportivă este amplasată în vecinătatea unui mare lac (lacul Tăbăcăriei) pe care se practică sporturi nautice, într-un complex de terenuri sportive și parcuri, în apropierea imediată a stațiunii Mamaia. Stadionul este dotat cu scaune și pistă de atletism.
Accesul spectatorilor se face prin 10 porți, fiecare având un sistem de contorizare modern (turnicheți), care permite înregistrarea tuturor spectatorilor. 

## Istoric
Dispune de o instalație pentru nocturnă inaugurată în anul 1970, renovată în anul 1999, aducând-o la parametrii conform normelor FIFA și UEFA, pentru transmisiuni interne și internaționale, inclusiv prin satelit. De asemenea, mai dispune de un club, hotel sportiv pentru 30 de persoane, bufet-snack, cantină restaurant.
Baza sportivă Farul Constanța - proprietate publică a statului, aflată în administrarea Ministerului Tineretului și Sportului, a fost dată în folosință gratuită, pe o perioada de 49 de ani, Clubului Sportiv Farul Constanța pe data de 12 iulie 2001.
În mai 2014, denumirea stadionului a fost schimbată din Stadionul Farul în Stadionul Gheorghe Hagi, în onoarea fostului jucător Gheorghe Hagi.
În 2018, susținătorii echipei Farul au cerut municipalității printr-o scrisoare deschisă sprijin financiar, pentru renovarea sau reconstrucția stadionului.
În a doua parte a anilor 2010, stadionul a intrat într-o stare avansată de degradare  și au început discuțiile privind modernizarea sa. Ultimul meci pe stadion înainte de a fi închis a avut loc pe 1 mai 2021, Farul Constanța vs. Universitatea Cluj, scor 1-3, o partidă de Liga a II-a. Pe 10 iulie 2023 a început procesul de demolare a stadionului pentru a fi înlocuit cu unul nou de 18.500 de locuri ce ar urma să fie deschis în 2025.

## Meciuri notabile
- 2005: România 3 - Armenia 0 (preliminarii, Campionatul Mondial de Fotbal 2006)
- 2005: România 2 - Andorra 0 (preliminarii, Campionatul Mondial de Fotbal 2006)
- 2005: România 2 - Cehia 0 (preliminarii, Campionatul Mondial de Fotbal 2006)
- 2005: FC Steaua București 3 - Vålerenga IF 1 (turul I, Cupa UEFA 2005-06)
- 2007: România 1 - Țările de Jos 0 (preliminarii, Campionatul European de Fotbal 2008)
- 2008: România 2 - Franța 2 (preliminarii, Campionatul Mondial de Fotbal 2010)